# ناحیه دوبوساری
ناحیه دوبوساری (به لاتین: Dubăsari District) یک منطقهٔ مسکونی در مولداوی است که در مولداوی واقع شده‌است. ناحیه دوبوساری ۳۰۹ کیلومتر مربع مساحت و ۲۹٬۲۷۱ نفر جمعیت دارد.